# Чцирадз
Чцирадз (пол. Czciradz) — село в Польщі, у гміні Кожухув Новосольського повіту Любуського воєводства.
Населення — 495 осіб (2011).
У 1975-1998 роках село належало до Зеленогурського воєводства.

## Демографія
Демографічна структура станом на 31 березня 2011 року:
|          | Загалом | Допрацездатний вік | Працездатний вік | Постпрацездатний вік |
| -------- | ------- | ------------------ | ---------------- | -------------------- |
| Чоловіки | 240     | 51                 | 169              | 20                   |
| Жінки    | 255     | 49                 | 159              | 47                   |
| Разом    | 495     | 100                | 328              | 67                   |